# Anne-Marie Juhl
Anne-Marie Juhl (født 3. februar 1927 i Ordrup) er en dansk skuespiller.
Hun er datter af skuespilleren Poul Juhl og Ellen Emilie Kirchheiner. Hun debuterede på Nygade Teater i Viktorias mænd og kom derefter på Det Kongelige Teaters elevskole 1946-1949, hvor hun debuterede som Marianne i Tartuffe. Efter elevtiden fik hun engagement på Frederiksberg Teater, hvor hun debuterede i og nat skal ikke være og også spillede med i Det gamle spil om enhver. Senere var hun på Nørrebros Teater, på Riddersalen og på Skolescenen. På Nørrebros Teater spillede hun i Bedre folks børn og på Riddersalen i Vandringsmænd og Lykkelige dage. Desuden har hun medvirket i radio og tv.

## Privat
Hun blev den 13. november 1948 gift i Tikøb med lægen Torben Gjerløff (f. 06-05-1925). Ægteskabet blev opløst den 26. november 1955 og samme år blev hun gift med skuespilleren Ib Mossin, som hun havde mødt på Riddersalen.

## Udvalgte film
Anne-Marie Juhl har blandt andet medvirket i følgende film:
- Historien om Hjortholm (1950 – i rollen som komtesse Fanny Højbro);
- Unge piger forsvinder i København (1951 – i rollen som Grete Pols);
- Lyntoget (1951 – i rollen som landmandsdatteren Ebba);
- Avismanden (1952 – i rollen som sekretær Grete Andersen);
- Det var på Rundetårn (1955 – i rollen som Johanne Hald);
- Stormvarsel (1968 – i rollen som Lilly Jensen);
- Manden på Svanegården (1972 – i rollen som Karen Jeppesen); og i
- Fætrene på Torndal (1973 – i rollen som krokonen Anna)